# Double Negative (Heizer)
Pour les articles homonymes, voir Double Negative.
Double Negative est une œuvre de Land art de l'artiste américain Michael Heizer:

## Description
Double Negative est une longue tranchée dans la terre, large de 13 mètres, profonde de 15 mètres et longue de 457 m. Sa construction dura de 1969 à 1970. Elle résulte du déplacement de 244 800 tonnes de roches, principalement de la rhyolite et du grès. La tranchée est à cheval sur un canyon naturel, dans lequel les matériaux ont été déversés. Le « négatif » du titre de l'œuvre fait référence à la fois à l'espace négatif naturel et artificiel. L'œuvre consiste essentiellement dans ce qui n'est pas présent, dans ce qui a été déplacé.
L'œuvre est la propriété du musée d'art contemporain de Los Angeles.

## Localisation
Double Negative se situe sur le versant est de Mormon Mesa, au nord-ouest d'Overton, sur le territoire de la ville de Moapa Valley, dans le Nevada, aux États-Unis.

## Historique
Michael Heizer réalise Double Negative entre 1969 et 1970. Il s'agit d'une œuvre majeure qui apporte au jeune artiste une rapide reconnaissance internationale, faisant de lui l'une des principales figures du Land Art.